# 森海姆
森海姆是德国莱茵兰-普法尔茨州的一个市镇。总面积12.57平方公里，总人口578人，其中男性296人，女性282人（2011年12月31日），人口密度46人/平方公里。